# 東谷敏雄
東谷 敏雄（ひがしたに としお、1919年11月30日 - 2010年4月10日）は、昭和から平成時代の労働運動家。大阪教職員組合（大教組）中央執行委員長。平和・民主・革新の日本をめざす全国の会（全国革新懇）代表世話人。

## 経歴
大阪出身。師範学校卒業後、兵役を経て、1939年9月大阪市西区の花園尋常高等小学校に赴任。1945年3月の大阪大空襲を経験。敗戦後、教職員組合の結成に尽力。1947年日本教職員組合（日教組）結成と同時に中央執行委員、情宣部長。1951～1984年大阪教職員組合（大教組）書記長、中央執行委員長。1975年に社会党・総評が反黒田府政に転じた際、社会党府委員長の亀田得治と総評副議長の東谷は黒田府政を支持した。退職後は全国と大阪の革新懇の代表世話人、「非核の政府を求める会」の代表委員として活動を続けた。全国革新懇顧問、大阪退職教職員の会会長、子どもと教科書大阪ネット21代表委員も務めた。
宝樹文彦によると、1951年3月の総評第2回大会のころ高野実は再軍備論者であったとされ、高野執行部に対抗するために全逓の宝樹、国労の横山利秋、日教組の東谷敏雄、宮之原貞光の4人が世話人となって「三角同盟」が結成された。「三角同盟」が「水曜会」に発展したときに日教組の東谷は平垣美代司、国労の横山は岩井章に代わり、のちに「水曜会」は労働者同志会へと発展した。

## 著書
- 『いま、どうしても言わなければならないこと――日教組の進むべき道』（教育史料出版会、1988年）
- 『〈70年戦争〉と平和の伝言――被害&加害&反戦抵抗を問う』（編著、日本機関紙出版センター［きかんしムック］、1995年）